# 더 파이팅 씨비즈
더 파이팅 씨비즈(The Fighting Seabees )는 미국에서 제작된 에드워드 러드윅 감독의 1944년 액션, 드라마, 전쟁, 멜로/로맨스 영화이다. 존 웨인 등이 주연으로 출연하였다.

## 출연

### 주연
- 존 웨인
- 수전 헤이워드
- 데니스 오키프
- 윌리엄 프롤리